# Bariera na granicy polsko-białoruskiej

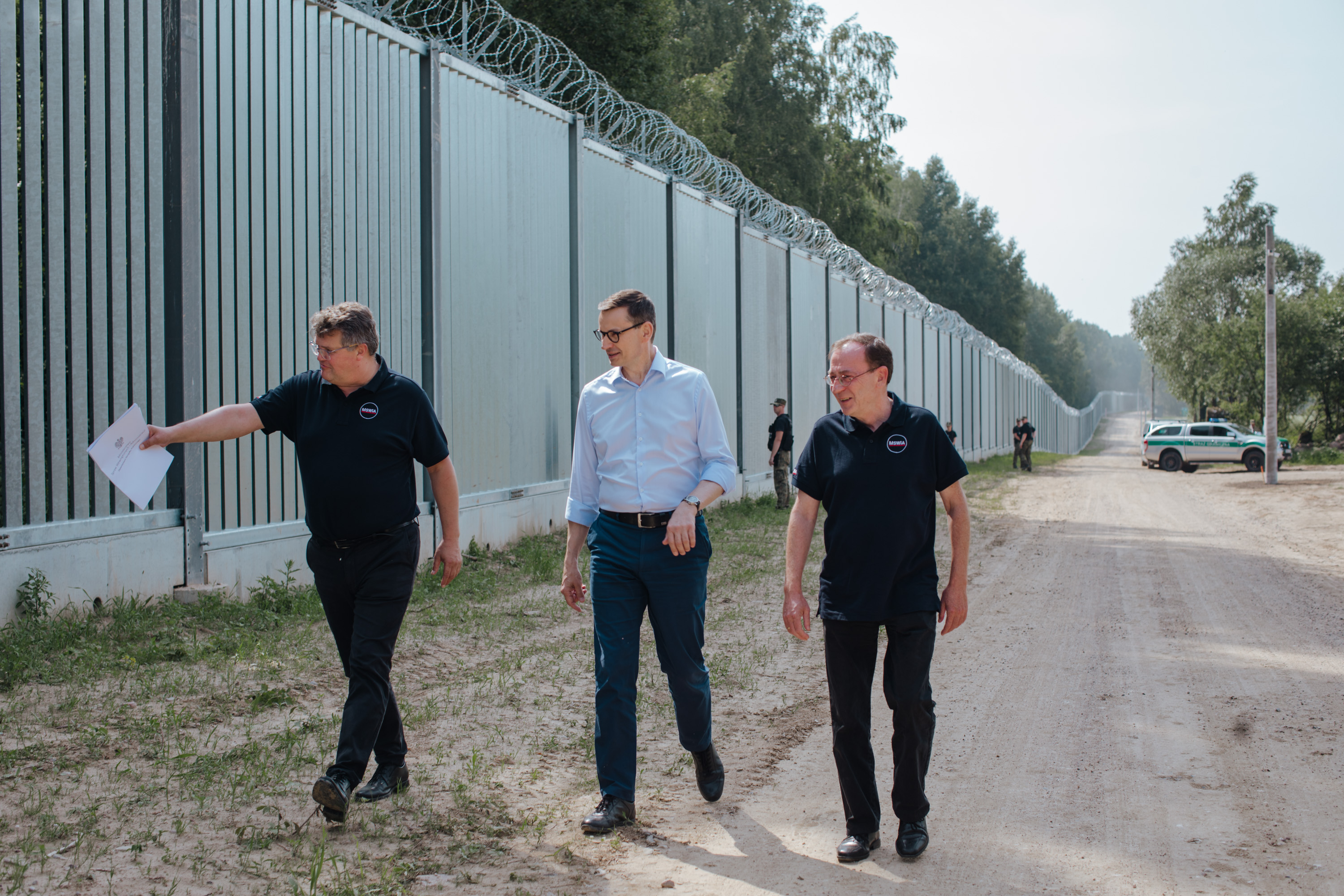
Maciej Wąsik, Mateusz Morawiecki i Mariusz Kamiński przy barierze na granicy polsko-białoruskiej w 2022 r.

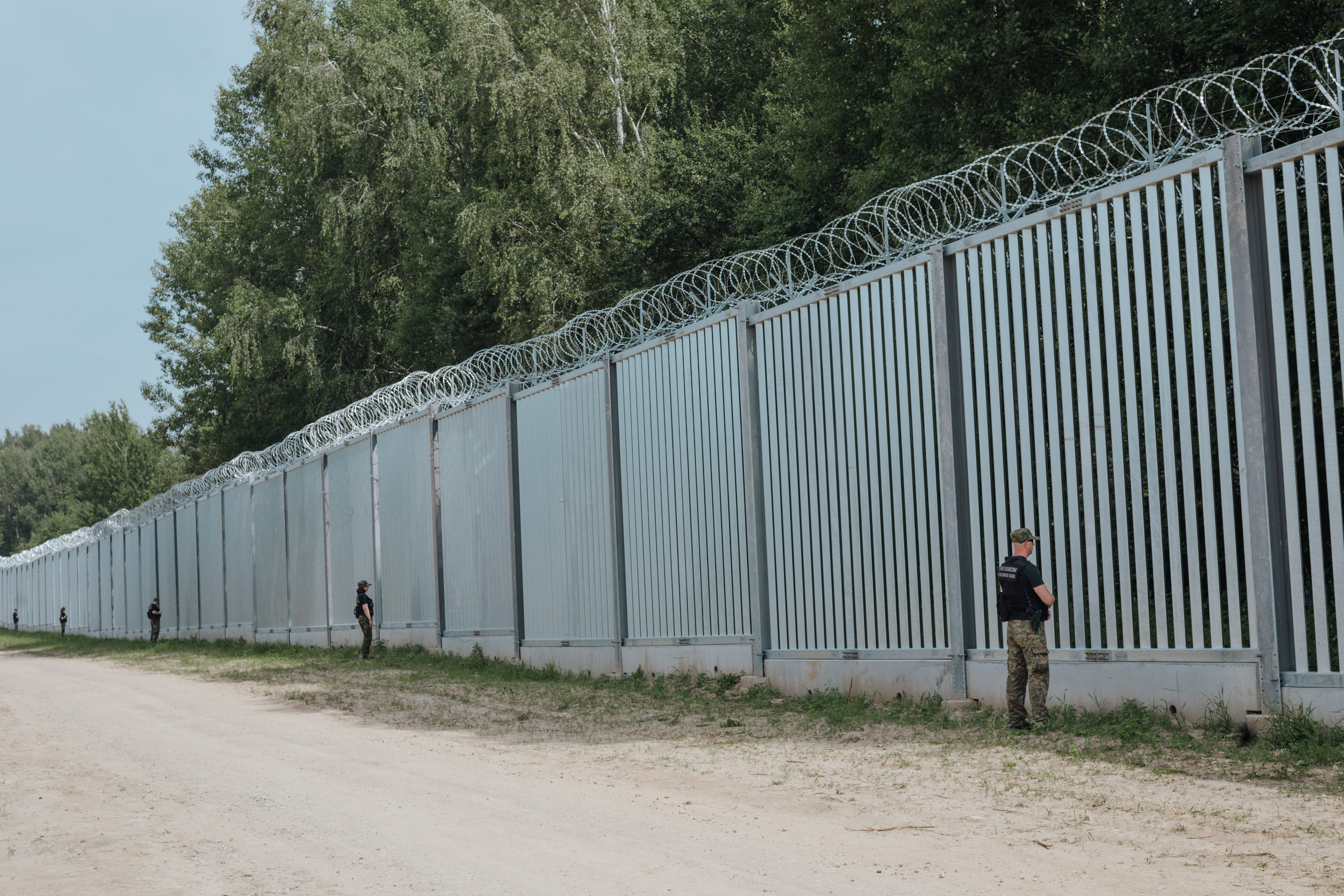
Bariera na granicy polsko-białoruskiej

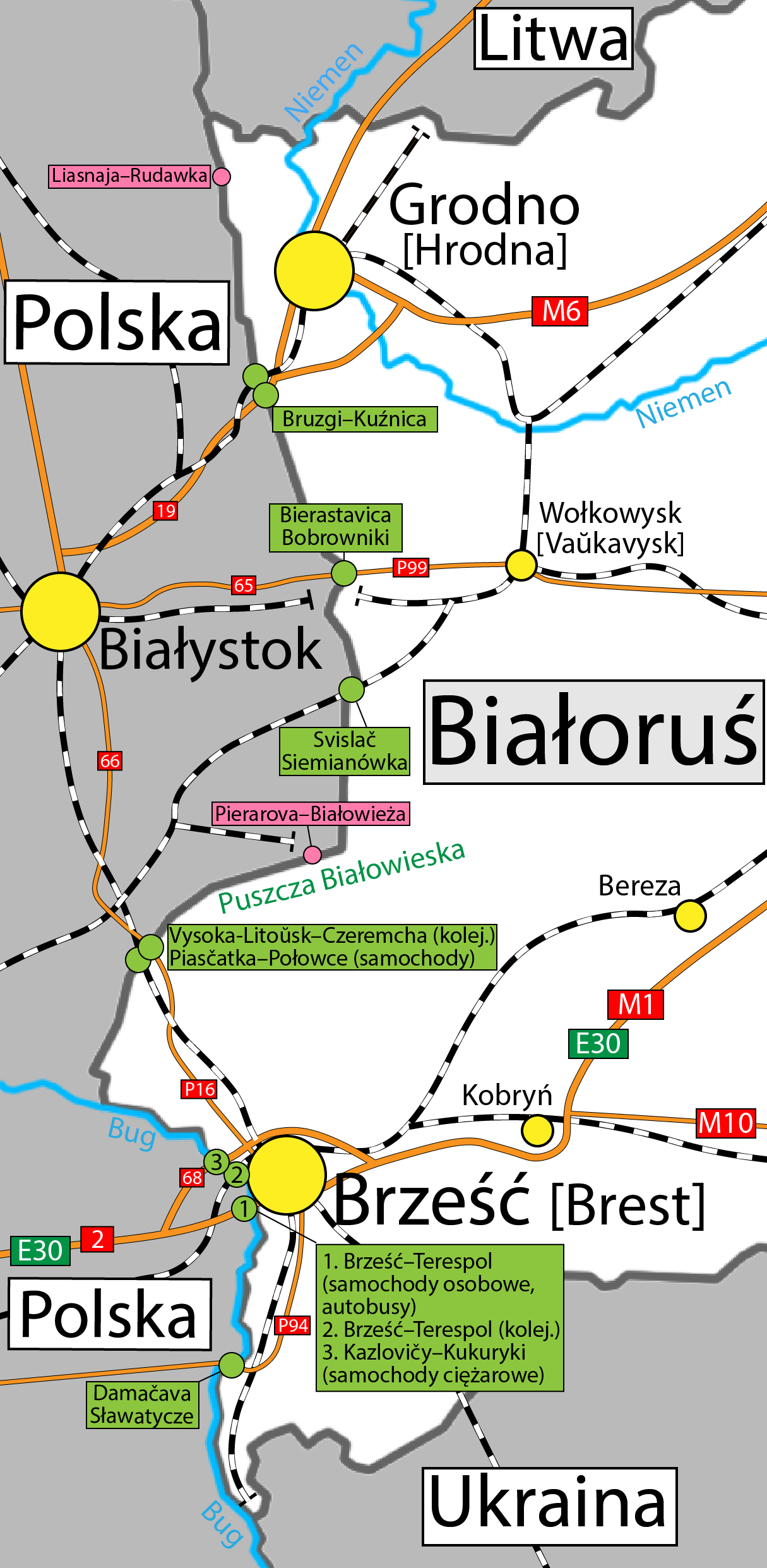
Przebieg granicy polsko-białoruskiej

Bariera na granicy polsko-białoruskiej – system fortyfikacji na granicy polsko-białoruskiej, budowany od 25 stycznia do 30 czerwca 2022 roku.

## Historia
Przyczyną podjęcia decyzji o budowie zapory na granicy Polski z Białorusią był kryzys migracyjny na granicy Białorusi z Unią Europejską, który wybuchł w 2021 roku.
Od lata 2021 roku gwałtownie rosła liczba prób nielegalnego przekroczenia granicy Białorusi z Litwą, Łotwą i Polską przez migrantów pochodzących głównie z krajów Bliskiego Wschodu i Afryki. W okresie od 2 września do 30 listopada 2021 roku w 183 miejscowościach województwa podlaskiego i lubelskiego przylegających do granicy z Białorusią obowiązywał stan wyjątkowy.
W dniu 29 października 2021 Sejm ostatecznie uchwalił rozpatrywaną w tzw. trybie pilnym ustawę o budowie zabezpieczenia granicy państwowej, która po podpisaniu przez prezydenta Andrzeja Dudę weszła w życie 4 listopada 2021 roku.
Inwestorem był Komendant Główny Straży Granicznej. Koszt przedsięwzięcia wyniósł 1 mld 615 mln zł. Pierwsze prace budowlane rozpoczęto w styczniu 2022 roku. 30 czerwca 2022 roku Straż Graniczna poinformowała o zakończeniu prac przy budowie bariery na granicy polsko-białoruskiej.
17 sierpnia 2023 Sejm przegłosował wniosek Rady Ministrów o przeprowadzenie 15 października referendum ogólnokrajowego w sprawach o szczególnym znaczeniu dla państwa. Jedno z czterech pytań brzmiało: „Czy popierasz likwidację bariery na granicy Rzeczypospolitej Polskiej z Republiką Białorusi?”.

## Przebieg i konstrukcja bariery
Zapora powstała na długości około 180 km wzdłuż granicy Polski z Białorusią. Ma 5,5 metra wysokości, z czego 5 metrów stanowią stalowe słupy, które mają być zwieńczone półmetrowym zwojem z drutu kolczastego. Przy zaporze rozstawione będą także czujniki ruchu oraz kamery. Na całą barierę ma się składać kilka linii ochrony. Głównym elementem konstrukcji jest bariera fizyczna – wysokie ogrodzenie. Zostanie ono wyposażone w kabel detekcyjny, który będzie sygnalizował wszelkie próby jego naruszenia. Następną linią ochrony zapewnią kable detekcyjne sygnalizujące ruch sejsmiczny poruszających się obiektów. Ponadto zapora wyposażona zostanie w system kamer z funkcją wykrywania ruchu. Cały system ma być zasilany z wewnętrznej sieci Straży Granicznej.